# Coelocyboides pax
Coelocyboides pax är en stekelart som beskrevs av Girault 1913. Coelocyboides pax ingår i släktet Coelocyboides och familjen puppglanssteklar. Inga underarter finns listade i Catalogue of Life.